# Сьо Сісьо
Сьо Сісьо (яп. 尚思紹; бл. 1354 — 1421) — 11-й володар князівства Тюдзан на о. Окінава в 1406—1421 роках. Номінальний засновник Першої династії Сьо, оскільки прізвище Сьо отримав посмертно.

## Життєпис
Походив зі значного роду. Син місцевого феодала Самікава Омусу та доньки адзі Уфу-ґусуку. Був адзі (феодалом) Сасікі. Не виявляв якоїсь політичної активності. 
1405 або 1406 року його син Хасі повстав проти Бунея, володаря князівства Тюдзан, якого 1406 або 1407 року повалив, зробивши Сісьо новим правителем Тюдзану. Той прийняв ім'я Талумей.
1415 року мінський імператор Юнле, що був сюзереном Тюдзану, визнав зходження на трон Сьо Сісьо. В подальшому реальна влада перебувала в Хасі, який 1416 року завдав поразки князівству Хокудзан. До кінця правління Сісьо це князівство було підкорено. Помер 1421 року. Влада перейшла до Хасі.